# Тинтиннабулум (Древен Рим)
В Древен Рим, тинтиннабулум (също тинтинум) е музикална висулка или камбанка. Тинтиннабулума често има формата на бронзова фалическа фигура или фасцинус (магически религиозен фалос, предпазващ от урочасване и носещ късмет, благоденствие).
Тинтиннабулума виси на открито на места като градини, портици, къщи и магазини, където с помощта на вятъра издава звуци. Вярвало се е, че звуците на камбаните защитават от зли духове. Сходна е ролята на камбана в апотропния ритуал „камбана, книга и свещ“ в ранната католическа църква.
В храмовете са открити звънци на гривни, които говорят за религиозната им употреба. Те са използвани и в храма на Юпитер Гръмовержеца на Капитолия. Камбаните са окачени на врата на домашни животни, като коне и овце, за да се проследят по звука, но може би и за апотропни цели.